# 1990 en astronautique
Chronologie de l'astronautique
- 1986
- 1987
- 1988
- 1989
- 1990
- 1991
- 1992
- 1993
- 1994

Cette page présente une chronologie des événements qui se sont produits pendant l'année 1990 dans le domaine de l'astronautique.

## Synthèse de l'année 1990

### Exploration du système solaire
L'agence spatiale japonaise ISAS lance en 1990 sa première sonde spatiale Hiten. Celle-ci est essentiellement un démonstrateur technologique qui doit survoler la Lune et placer un petit sous-satellite en orbite autour de celle-ci. Ulysses est une sonde spatiale développée conjointement par la NASA et l'Agence spatiale européenne pour étudier les latitudes hautes du Soleil. La mission dont le lancement a pris beaucoup de retard à la suite des déboires de la navette spatiale américaine, doit utiliser l'assistance gravitationnelle de la planète Jupiter pour quitter le plan de l'écliptique et ainsi observer le Soleil sous un angle inédit.

### Satellites scientifiques
L'année est particulièrement fructueuse pour l'astronomie spatiale puisque trois instruments majeurs sont lancés. Hubble est un télescope spatial fonctionnant en lumière visible, dans l'ultraviolet et en proche infrarouge qui marque une avancée majeure dans l'observation depuis l'espace grâce à son miroir de 3,5 mètres de diamètre et ses instruments pouvant être remplacés par les équipages de la Navette spatiale américaine. Rosat est un télescope spatial allemand destiné à l'observation des rayons X mous (0,1 à 2 keV)  caractérisé par une résolution nettement meilleure que celle de ses prédécesseurs. Gamma est un observatoire spatial à rayons gamma (2 keV à 6 Gev) développé par l'Union soviétique avec une participation importante des laboratoires français.

## Programmes spatiaux nationaux

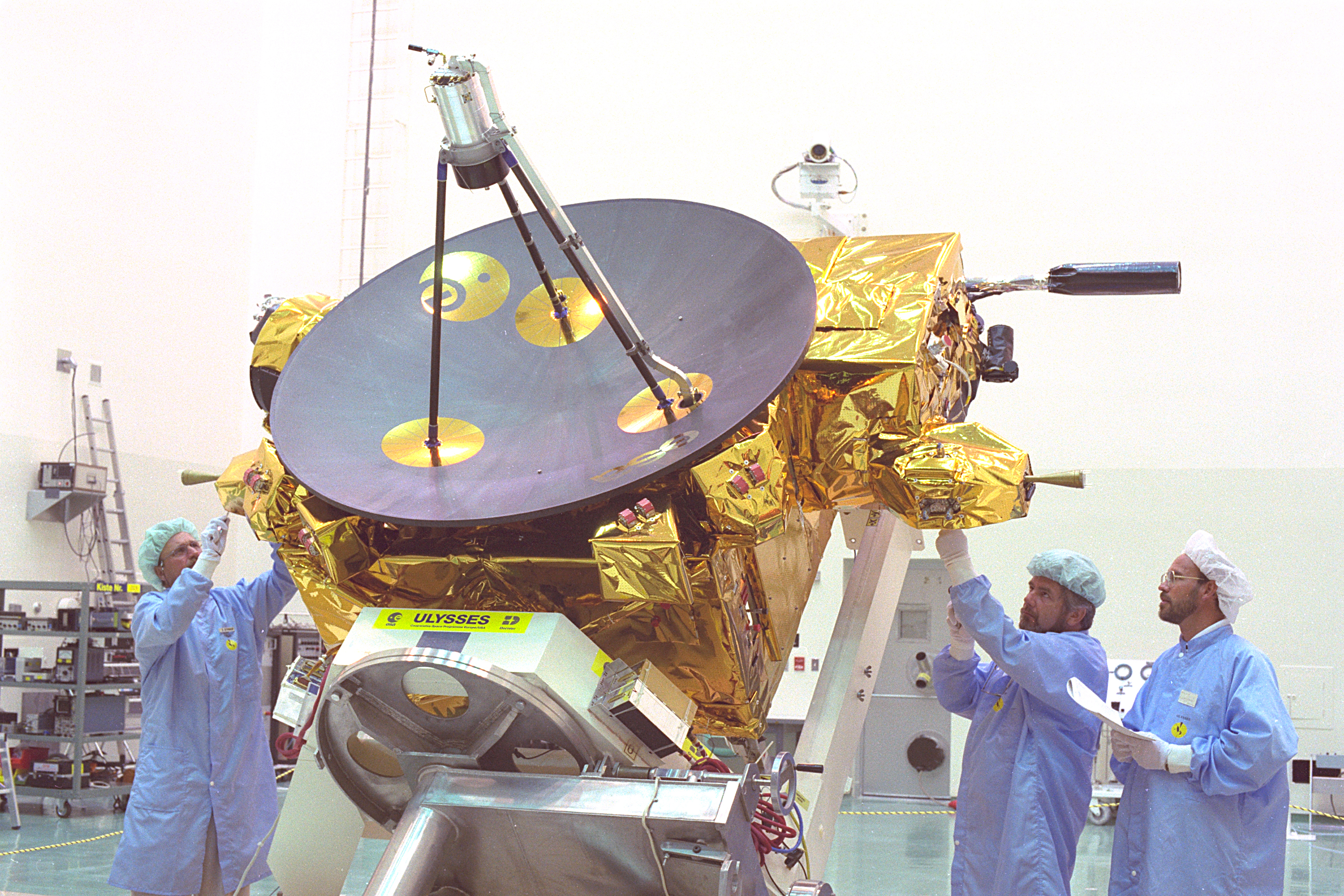
La sonde spatiale Ulysses en cours de préparation.
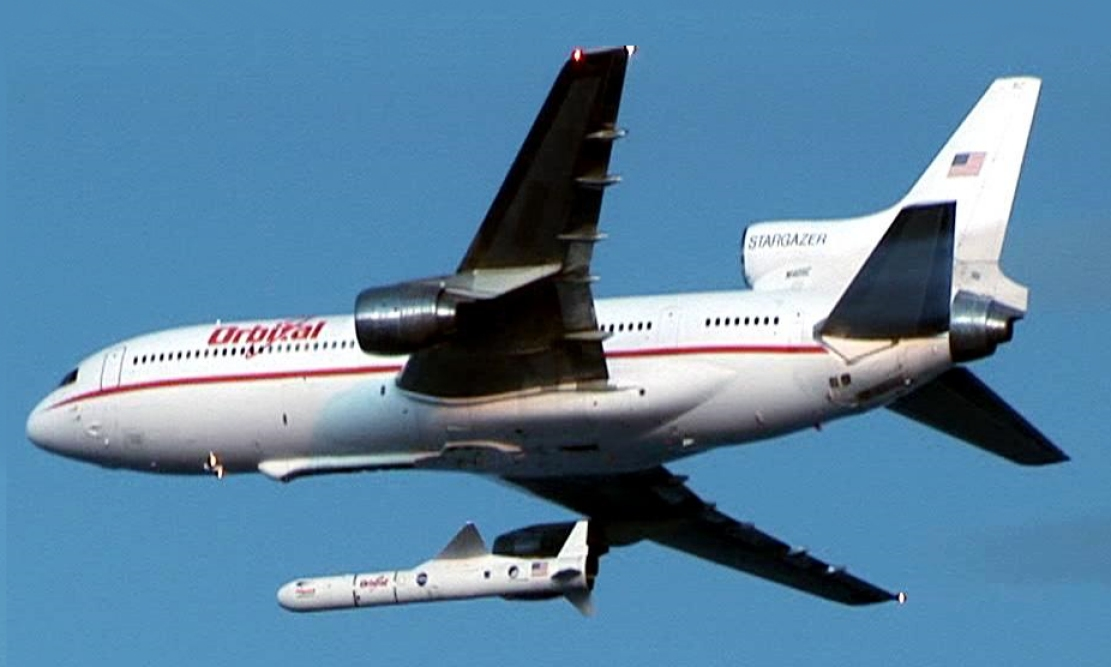
Le lanceur aéroporté Pegasus effectue son premier vol en 1990.
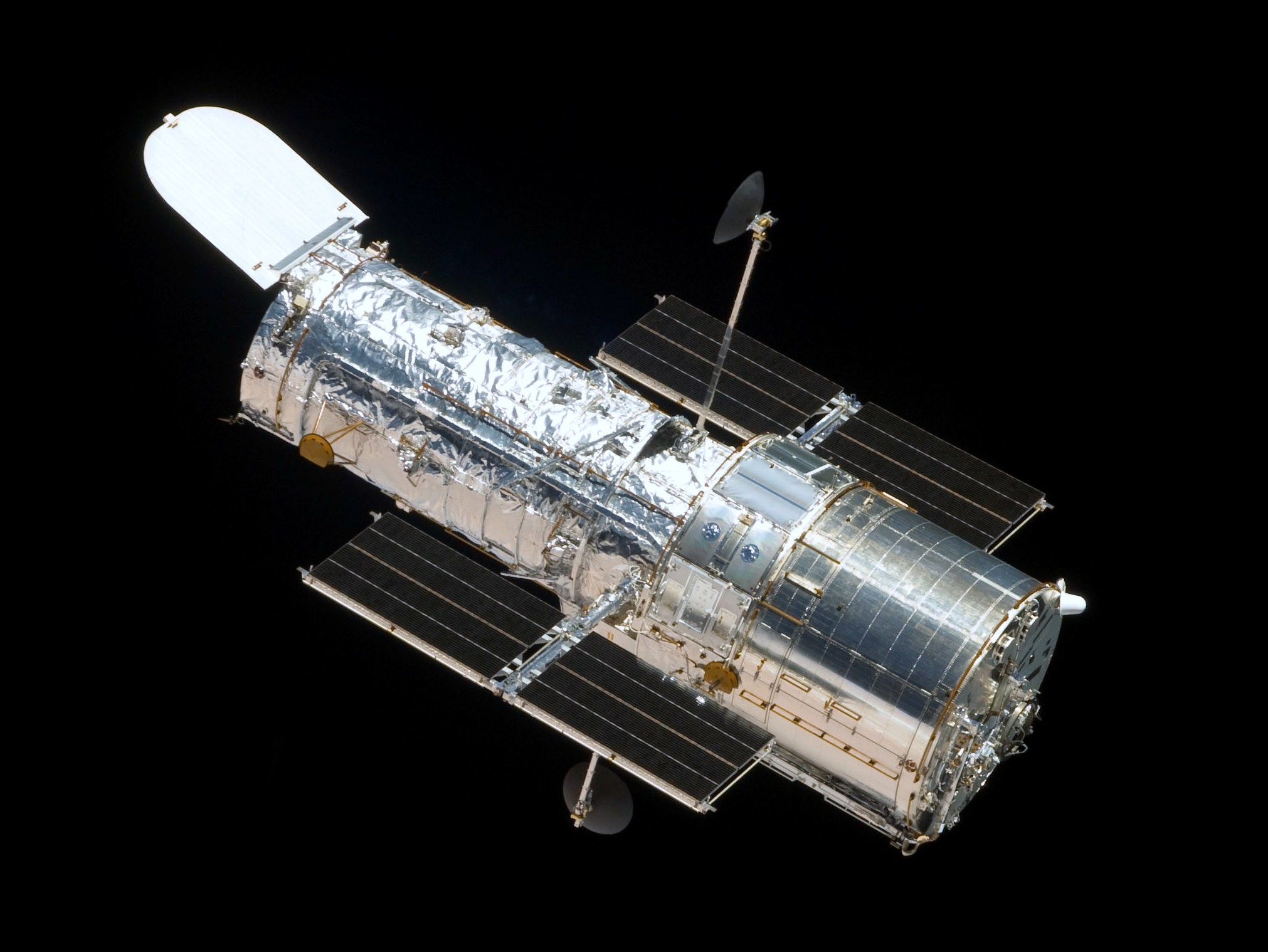
Le télescope spatial Hubble, une fois corrigés ses défauts de jeunesse, va révolutionner l'astronomie spatiale.

### Chronologie

#### Janvier
| Date             | Lanceur                     | Base de lancement      | Type                   | Charge utile              | Notes                                     |
| 1er janvier 1990 | Titan commerciale           | Cape Canaveral         | Orbite géostationnaire | Skynet 4A                 | Satellite de télécommunications militaire |
| 1er janvier 1990 | Titan commerciale           | Cape Canaveral         | Orbite géostationnaire | JCSAT-2                   | Satellite de télécommunications           |
| 9 janvier 1990   | Navette spatiale américaine | Centre spatial Kennedy | Orbite basse           | Navette Columbia (STS-32) |                                           |
| 9 janvier 1990   | Navette spatiale américaine | Centre spatial Kennedy | Orbite géostationnaire | Leasat 5                  | Satellite de télécommunications           |
| 17 janvier 1990  | Soyouz-U-PVB                | Baïkonour              | Orbite basse           | Zenit-8 Oblik             | Satellite de reconnaissance               |
| 18 janvier 1990  | Cosmos-3M                   | Baïkonour              | Orbite basse           | Strela-2M                 | Satellite de télécommunications           |
| 22 janvier 1990  | Ariane 4 0                  | Kourou                 | Orbite héliosynchrone  | SPOT 2                    | Satellite de télédétection                |
| 22 janvier 1990  | Ariane 4 0                  | Kourou                 | Orbite héliosynchrone  | UoSAT 3                   | Satellite de radio amateurs               |
| 22 janvier 1990  | Ariane 4 0                  | Kourou                 | Orbite héliosynchrone  | UoSAT 4                   | Satellite de radio amateurs               |
| 23 janvier 1990  | Molnia M                    | Baïkonour              | Orbite de Molnia       | Molniya-3                 | Satellite de télécommunications           |
| 24 janvier 1990  | Mu-3S-II                    | Uchinoura              | Orbite héliocentrique  | Hiten                     | Sonde lunaire                             |
| 24 janvier 1990  | Delta 6925                  | Cape Canaveral         | Orbite moyenne         | GPS II-6                  | Satellite de navigation                   |
| 25 janvier 1990  | Soyouz-U-PVB                | Baïkonour              | Orbite basse           | Iantar-4K2 Kobalt         | Satellite de reconnaissance               |
| 30 janvier 1990  | Tsiklon-3                   | Baïkonour              | Orbite basse           | Tselina-R                 | Satellite d'écoute électronique           |

#### Février
| Date            | Lanceur                     | Base de lancement      | Type                   | Charge utile              | Notes                                                |
| 4 février 1990  | Longue Marche 3             | Xichang                | Orbite géostationnaire | DFH-2A                    | Satellite de télécommunications                      |
| 6 février 1990  | Cosmos-3M                   | Baïkonour              | Orbite basse           | Duga-K                    | Calibration radar                                    |
| 7 février 1990  | H-1                         | Tanegashima            | Orbite héliosynchrone  | Mos-1b                    | Observation de la Terre                              |
| 7 février 1990  | H-1                         | Tanegashima            | Orbite héliosynchrone  | DEBUT                     | Satellite technologique                              |
| 7 février 1990  | H-1                         | Tanegashima            | Orbite héliosynchrone  | JAS-1b                    | Radio amateurs                                       |
| 11 février 1990 | Soyouz-U2                   | Plessetsk              | Orbite basse           | Soyouz TM-9               | Relève équipage station spatiale                     |
| 14 février 1990 | Delta 6920-8                | Cape Canaveral         | Orbite basse           | LACE                      | Expériences EDI                                      |
| 14 février 1990 | Delta 6920-8                | Cape Canaveral         | Orbite basse           | RME                       | Expériences EDI                                      |
| 15 février 1990 | Proton-K/DM-2               | Plessetsk              | Orbite géostationnaire | Raduga Gran               | Satellite de télécommunications militaires           |
| 22 février 1990 | Ariane 4 4L                 | Kourou                 | Orbite géostationnaire | Superbird B               | Satellite de télécommunications ; Échec du lancement |
| 22 février 1990 | Ariane 4 4L                 | Kourou                 | Orbite géostationnaire | BS 2X                     | Satellite de télécommunications                      |
| 27 février 1990 | Cosmos-3M                   | Baïkonour              | Orbite basse           | Nadezhda                  | Satellite de navigation *                            |
| 28 février 1990 | Tsiklon-3                   | Baïkonour              | Orbite polaire         | Okean-O1 No. 5/NKhM No. 7 | Satellite d'observation de la Terre                  |
| 28 février 1990 | Navette spatiale américaine | Centre spatial Kennedy | Orbite basse           | Navette Atlantis (STS-36) |                                                      |
| 28 février 1990 | Navette spatiale américaine | Centre spatial Kennedy | Orbite basse           | Misty                     | Satellite de reconnaissance optique furtif           |
| 28 février 1990 | Soyouz-U2                   | Plessetsk              | Orbite basse           | Progress M-3              | Ravitaillement station spatiale                      |

#### Mars
| Date         | Lanceur           | Base de lancement | Type                   | Charge utile  | Notes                                 |
| 14 mars 1990 | Titan commerciale | Cape Canaveral    | Orbite géostationnaire | Intelsat 603  | Satellite de télécommunications       |
| 14 mars 1990 | Tsiklon-2         | Plessetsk         | Orbite basse           | US-P-M        | Satellite de reconnaissance océanique |
| 20 mars 1990 | Cosmos-3M         | Baïkonour         | Orbite basse           | Parus         | Satellite de navigation militaire     |
| 22 mars 1990 | Soyouz-U-PVB      | Baïkonour         | Orbite basse           | Zenit-8 Oblik | Satellite de reconnaissance           |
| 26 mars 1990 | Delta 6925        | Cape Canaveral    | Orbite moyenne         | GPS II-7      | Satellite de navigation               |
| 27 mars 1990 | Molnia M          | Baïkonour         | Orbite de Molnia       | Oko           | Satellite d'alerte précoce            |

#### Avril
| Date          | Lanceur                     | Base de lancement      | Type                   | Charge utile               | Notes                                                       |
| 3 avril 1990  | Shavit                      | Palmachim              | Orbite basse           | Ofek-2                     | Satellite de reconnaissance                                 |
| 3 avril 1990  | Soyouz-U-PVB                | Baïkonour              | Orbite basse           | Iantar-4K2 Kobalt          | Satellite de reconnaissance ; Échec du lancement            |
| 5 avril 1990  | Pegasus                     | B-52 Edwards AFB       | Orbite polaire         | Pegsat                     | Expériences                                                 |
| 5 avril 1990  | Pegasus                     | B-52 Edwards AFB       | Orbite polaire         | TERCEL                     | Satellite de télécommunications expérimental                |
| 6 avril 1990  | Cosmos-3M                   | Baïkonour              | Orbite basse           | Strela x 8-1M              | Satellites de télécommunications                            |
| 7 avril 1990  | Longue Marche 3             | Xichang                | Orbite géostationnaire | Asiasat 1                  | Satellite de télécommunications                             |
| 11 avril 1990 | Atlas E Altair              | Vandenberg             | Orbite basse           | POGS                       | Satellite expérimental                                      |
| 11 avril 1990 | Atlas E Altair              | Vandenberg             | Orbite basse           | TEX                        | Satellite expérimental                                      |
| 11 avril 1990 | Atlas E Altair              | Vandenberg             | Orbite basse           | SCE                        | Satellite expérimental                                      |
| 11 avril 1990 | Soyouz-U-PVB                | Baïkonour              | Orbite basse           | Foton No. 6L               | Expériences microgravité avevc véhicule de rentrée          |
| 13 avril 1990 | Soyouz-U-PVB                | Plessetsk              | Orbite basse           | Iantar-4KS1 Terilen        | Satellite de reconnaissance                                 |
| 13 avril 1990 | Delta 6925-8                | Cape Canaveral         | Orbite géostationnaire | Palapa B2R                 | Satellite de télécommunications                             |
| 17 avril 1990 | Soyouz-U-PVB                | Baïkonour              | Orbite basse           | Zenit-8 Oblik              | Satellite de reconnaissance                                 |
| 20 avril 1990 | Cosmos-3M                   | Baïkonour              | Orbite basse           | Parus                      | Satellite de navigation militaire                           |
| 24 avril 1990 | Navette spatiale américaine | Centre spatial Kennedy | Orbite basse           | Navette Discovery (STS-31) |                                                             |
| 24 avril 1990 | Navette spatiale américaine | Centre spatial Kennedy | Orbite basse           | Hubble                     | Télescope spatial visible, ultraviolet et proche infrarouge |
| 25 avril 1990 | Cosmos-3M                   | Baïkonour              | Orbite basse           | Taifun                     | Calibration radar                                           |
| 26 avril 1990 | Molnia M                    | Baïkonour              | Orbite de Molnia       | Molniya-1                  | Satellite de télécommunications                             |
| 28 avril 1990 | Molnia M-PVB                | Baïkonour              | Orbite de Molnia       | Oko                        | Satellite d'alerte précoce                                  |

#### Mai
| Date        | Lanceur       | Base de lancement | Type                  | Charge utile                | Notes                                        |
| 5 mai 1990  | Soyouz-U2     | Plessetsk         | Orbite basse          | Progress 42                 | Ravitaillement station spatiale              |
| 7 mai 1990  | Soyouz-U-PVB  | Baïkonour         | Orbite basse          | Iantar-4K2 Kobalt           | Satellite de reconnaissance                  |
| 9 mai 1990  | Scout G-1     | Vandenberg        | Orbite polaire        | MACSAT 1                    | Satellite de télécommunications expérimental |
| 9 mai 1990  | Scout G-1     | Vandenberg        | Orbite polaire        | MACSAT 2                    | Satellite de télécommunications expérimental |
| 15 mai 1990 | Soyouz-U-PVB  | Plessetsk         | Orbite basse          | Iantar-1KFT Kometa No. 12   | Satellite de reconnaissance                  |
| 19 mai 1990 | Proton-K/DM-2 | Plessetsk         | Orbite moyenne        | GLONASS Ouragan x 3 No. 46L | Satellites de navigation                     |
| 22 mai 1990 | Zenit-2       | Plessetsk         | Orbite basse          | Tselina-2                   | Satellite d'écoute électronique              |
| 29 mai 1990 | Soyouz-U-PVB  | Baïkonour         | Orbite héliosynchrone | Resurs-F1 14F43 No. 50      | Observation de la Terre                      |
| 31 mai 1990 | Proton-K      | Plessetsk         | Orbite basse          | Kristall                    | Module de la station spatiale MIR            |

#### Juin
| Date          | Lanceur           | Base de lancement | Type                   | Charge utile              | Notes                                           |
| 1er juin 1990 | Delta 6920-10     | Cape Canaveral    | Orbite polaire         | Rosat                     | Télescope rayons X                              |
| 8 juin 1990   | Titan 405A        | Cape Canaveral    | Orbite moyenne         | NOSS Intruder x 3 1 SSU-1 | Satellites d'écoute électronique navale         |
| 12 juin 1990  | Delta 4925-8      | Cape Canaveral    | Orbite géostationnaire | INSAT-1D (en)             | Satellite de télécommunications                 |
| 13 juin 1990  | Molnia M          | Baïkonour         | Orbite de Molnia       | Molniya-3                 | Satellite de télécommunications                 |
| 19 juin 1990  | Soyouz-U-PVB      | Baïkonour         | Orbite basse           | Zenit-8 Oblik             | Satellite de reconnaissance                     |
| 20 juin 1990  | Proton-K/DM       | Plessetsk         | Orbite géostationnaire | Gorizont No. 30L          | Satellite de télécommunications                 |
| 21 juin 1990  | Molnia M-PVB      | Baïkonour         | Orbite de Molnia       | Oko                       | Satellite d'alerte précoce ; Échec du lancement |
| 23 juin 1990  | Titan commerciale | Cape Canaveral    | Orbite géostationnaire | Intelsat 604              | Satellite de télécommunications                 |
| 27 juin 1990  | Tsiklon-3         | Baïkonour         | Orbite polaire         | Meteor-2                  | Satellite météorologique                        |

#### Juillet
| Date            | Lanceur          | Base de lancement | Type                                | Charge utile          | Notes                                            |
| 3 juillet 1990  | Soyouz-U-PVB     | Baïkonour         | Orbite basse                        | Iantar-4K2 Kobalt     | Satellite de reconnaissance ; Échec du lancement |
| 11 juillet 1990 | Soyouz-U2        | Plessetsk         | Orbite basse                        | Gamma                 | Télescope gamma                                  |
| 16 juillet 1990 | Longue Marche 2E | Xichang           | Orbite basse                        | BADR                  | Satellite technologique                          |
| 17 juillet 1990 | Soyouz-U-PVB     | Baïkonour         | Orbite héliosynchrone               | Resurs-F2 17F42 No. 5 | Observation de la Terre                          |
| 18 juillet 1990 | Proton-K/DM-2    | Plessetsk         | Orbite géostationnaire              | Potok No. 17L         | Satellite de télécommunications militaires       |
| 20 juillet 1990 | Soyouz-U-PVB     | Baïkonour         | Orbite basse                        | Zenit-8 Oblik         | Satellite de reconnaissance                      |
| 24 juillet 1990 | Ariane 4 4L      | Kourou            | Orbite géostationnaire              | TDF 2                 | Télécommunications                               |
| 24 juillet 1990 | Ariane 4 4L      | Kourou            | Orbite géostationnaire              | Kopernikus 2          | Satellite de télécommunications                  |
| 25 juillet 1990 | Molnia M-PVB     | Baïkonour         | Orbite de Molnia                    | Oko                   | Satellite d'alerte précoce                       |
| 25 juillet 1990 | Atlas I          | Cape Canaveral    | Orbite de transfert géostationnaire | CRRES                 | Étude de la magnétosphère terrestre              |
| 30 juillet 1990 | Tsiklon-3        | Baïkonour         | Orbite basse                        | Geo-IK Musson No. 22  | Géodésie                                         |

#### Août
| Date          | Lanceur         | Base de lancement | Type                   | Charge utile           | Notes                                                |
| 1er aout 1990 | Soyouz-U2       | Plessetsk         | Orbite basse           | Soyouz TM-10           | Relève équipage station spatiale                     |
| 2 août 1990   | Delta 6925      | Cape Canaveral    | Orbite moyenne         | GPS II-8               | Satellite de navigation                              |
| 3 août 1990   | Soyouz-U-PVB    | Baïkonour         | Orbite basse           | Iantar-4K2 Kobalt      | Satellite de reconnaissance                          |
| 8 août 1990   | Tsiklon-3       | Baïkonour         | Orbite basse           | Strela x 6-3           | Satellites de télécommunications                     |
| 9 août 1990   | Proton-K / DM-2 | Plessetsk         | Orbite géostationnaire | Ekran-M No. 14L        | Satellite de télécommunications ; Échec du lancement |
| 10 août 1990  | Molnia M        | Baïkonour         | Orbite de Molnia       | Molniya-1              | Satellite de télécommunications                      |
| 15 août 1990  | Soyouz-U2       | Plessetsk         | Orbite basse           | Progress M-4           | Ravitaillement station spatiale                      |
| 16 août 1990  | Soyouz-U-PVB    | Baïkonour         | Orbite héliosynchrone  | Resurs-F1 14F43 No. 49 | Observation de la Terre                              |
| 18 août 1990  | Delta 6925      | Cape Canaveral    | Orbite géostationnaire | Marcopolo 2            | Satellite de télécommunications                      |
| 23 août 1990  | Tsiklon-2       | Plessetsk         | Orbite basse           | US-P-M                 | Satellite de reconnaissance océanique                |
| 28 août 1990  | Molnia M-PVB    | Baïkonour         | Orbite de Molnia       | Oko                    | Satellite d'alerte précoce                           |
| 28 août 1990  | H-1             | Tanegashima       | Orbite géostationnaire | BS-3A                  | Satellite de télécommunications                      |
| 28 août 1990  | Cosmos-3M       | Baïkonour         | Orbite basse           | Vektor                 | Calibration radar                                    |
| 30 août 1990  | Ariane 4 4LP    | Kourou            | Orbite géostationnaire | Skynet 4C              | Satellite de télécommunications militaire            |
| 30 août 1990  | Ariane 4 4LP    | Kourou            | Orbite géostationnaire | Eutelsat IIF1          | Satellite de télécommunications                      |
| 31 août 1990  | Soyouz-U-PVB    | Baïkonour         | Orbite basse           | Zenit-8 Oblik          | Satellite de reconnaissance                          |

#### Septembre
| Date              | Lanceur         | Base de lancement | Type                  | Charge utile           | Notes                             |
| 3 septembre 1990  | Longue Marche 4 | Taiyuan           | Orbite héliosynchrone | Feng-Yun 1B            | Satellite météorologique          |
| 7 septembre 1990  | Soyouz-U-PVB    | Baïkonour         | Orbite héliosynchrone | Resurs-F1 14F43 No. 51 | Observation de la Terre           |
| 14 septembre 1990 | Cosmos-3M       | Baïkonour         | Orbite basse          | Parus                  | Satellite de navigation militaire |
| 20 septembre 1990 | Molnia M        | Baïkonour         | Orbite de Molnia      | Molniya-3              | Satellite de télécommunications   |
| 27 septembre 1990 | Soyouz-U2       | Plessetsk         | Orbite basse          | Progress M-5           | Ravitaillement station spatiale   |
| 28 septembre 1990 | Tsiklon-3       | Baïkonour         | Orbite polaire        | Meteor-2               | Satellite météorologique          |

#### Octobre
| Date             | Lanceur                     | Base de lancement      | Type                   | Charge utile               | Notes                                                |
| 1er octobre 1990 | Soyouz-U2                   | Plessetsk              | Orbite basse           | Orlets-1 Don               | Satellite de reconnaissance optique                  |
| 1er octobre 1990 | Delta 6925                  | Cape Canaveral         | Orbite moyenne         | GPS II-9                   | Satellite de navigation                              |
| 4 octobre 1990   | Zenit-2                     | Plessetsk              | Orbite basse           | Tselina-2                  | Satellite d'écoute électronique ; Échec du lancement |
| 5 octobre 1990   | Longue Marche 2C            | Jiuquan                | Orbite basse           | FSW                        | Satellite de reconnaissance                          |
| 6 octobre 1990   | Navette spatiale américaine | Centre spatial Kennedy | Orbite basse           | Navette Discovery (STS-41) |                                                      |
| 6 octobre 1990   | Navette spatiale américaine | Centre spatial Kennedy | Orbite héliocentrique  | Ulysses (sonde spatiale)   | Observatoire solaire                                 |
| 12 octobre 1990  | Ariane 4 4L                 | Kourou                 | Orbite géostationnaire | SBS 6                      | Satellite de télécommunications                      |
| 12 octobre 1990  | Ariane 4 4L                 | Kourou                 | Orbite géostationnaire | Galaxy 6                   | Satellite de télécommunications                      |
| 16 octobre 1990  | Soyouz-U-PVB                | Baïkonour              | Orbite basse           | Iantar-4K2 Kobalt          | Satellite de reconnaissance                          |
| 30 octobre 1990  | Delta 6925                  | Cape Canaveral         | Orbite géostationnaire | Inmarsat II F-1            | Satellite de télécommunications                      |

#### Novembre
| Date             | Lanceur                     | Base de lancement      | Type                   | Charge utile              | Notes                                           |
| 3 novembre 1990  | Proton-K/DM-2               | Plessetsk              | Orbite géostationnaire | Gorizont No. 32L          | Satellite de télécommunications                 |
| 13 novembre 1990 | Titan 402A/IUS              | Cape Canaveral         | Orbite géostationnaire | DSP 15                    | Satellite d'alerte avancée                      |
| 14 novembre 1990 | Tsiklon-2                   | Plessetsk              | Orbite basse           | US-P-M                    | Satellite de reconnaissance océanique           |
| 15 novembre 1990 | Navette spatiale américaine | Centre spatial Kennedy | Orbite basse           | Navette Atlantis (STS-38) |                                                 |
| 15 novembre 1990 | Navette spatiale américaine | Centre spatial Kennedy | Orbite de Molnia       | QUASAR 9                  | Satellite de télécommunications militaires      |
| 15 novembre 1990 | Navette spatiale américaine | Centre spatial Kennedy | Orbite géostationnaire | PROWLER                   | Satellite d'inspection ou d'écoute électronique |
| 16 novembre 1990 | Soyouz-U-PVB                | Baïkonour              | Orbite basse           | Zenit-8 Oblik             | Satellite de reconnaissance                     |
| 20 novembre 1990 | Molnia M-PVB                | Baïkonour              | Orbite de Molnia       | Oko                       | Satellite d'alerte précoce                      |
| 20 novembre 1990 | Ariane 4 2P                 | Kourou                 | Orbite géostationnaire | Satcom C1                 | Satellite de télécommunications                 |
| 20 novembre 1990 | Ariane 4 2P                 | Kourou                 | Orbite géostationnaire | Gstar 4                   | Satellite de télécommunications                 |
| 23 novembre 1990 | Molnia M                    | Baïkonour              | Orbite de Molnia       | Molniya-1                 | Satellite de télécommunications                 |
| 23 novembre 1990 | Proton-K/DM-2               | Plessetsk              | Orbite géostationnaire | Gorizont No. 33L          | Satellite de télécommunications                 |
| 26 novembre 1990 | Delta II 7925               | Cape Canaveral         | Orbite moyenne         | GPS IIA-1                 | Satellite de navigation                         |
| 28 novembre 1990 | Tsiklon-3                   | Baïkonour              | Orbite basse           | Kol'tso                   | Calibration radar                               |

#### Décembre
| Date              | Lanceur                     | Base de lancement      | Type                   | Charge utile                 | Notes                                      |
| 1er décembre 1990 | Atlas E                     | Vandenberg             | Orbite héliosynchrone  | DMSP F-10                    | Satellite météorologique militaire         |
| 2 décembre 1990   | Navette spatiale américaine | Centre spatial Kennedy | Orbite basse           | Navette Columbia (STS-35)    |                                            |
| 2 décembre 1990   | Navette spatiale américaine | Centre spatial Kennedy | Orbite basse           | Laboratoire spatial Spacelab |                                            |
| 2 décembre 1990   | Soyouz-U2                   | Plessetsk              | Orbite basse           | Soyouz TM-11                 | Relève équipage station spatiale           |
| 4 décembre 1990   | Tsiklon-2                   | Plessetsk              | Orbite basse           | US-P-M                       | Satellite de reconnaissance océanique      |
| 4 décembre 1990   | Soyouz-U-PVB                | Baïkonour              | Orbite basse           | Iantar-4K2 Kobalt            | Satellite de reconnaissance                |
| 8 décembre 1990   | Proton-K/DM-2               | Plessetsk              | Orbite moyenne         | GLONASS Ouragan x 3 No. 47L  | Satellite de navigation                    |
| 10 décembre 1990  | Cosmos-3M                   | Baïkonour              | Orbite basse           | Strela-2M                    | Satellite de télécommunications            |
| 20 décembre 1990  | Proton-K/DM-2               | Plessetsk              | Orbite géostationnaire | Raduga Gran                  | Satellite de télécommunications militaires |
| 21 décembre 1990  | Soyouz-U-PVB                | Plessetsk              | Orbite basse           | Iantar-4KS1 Terilen          | Satellite de reconnaissance                |
| 22 décembre 1990  | Tsiklon-3                   | Baïkonour              | Orbite basse           | Strela x 6-3                 | Satellites de télécommunications           |
| 26 décembre 1990  | Soyouz-U-PVB                | Baïkonour              | Orbite basse           | Zenit-8 Oblik                | Satellite de reconnaissance                |
| 27 décembre 1990  | Proton-K/DM-2               | Plessetsk              | Orbite géostationnaire | Raduga Globus-1              | Satellite de télécommunications militaires |

### Vols orbitaux

#### Par pays
| Pays             | Lancements | Succès | Échecs | Échecs partiels | Remarques |
| ---------------- | ---------- | ------ | ------ | --------------- | --------- |
| Chine            | 5          | 5      |        |                 |           |
| États-Unis       | 27         | 27     |        |                 |           |
| Europe           | 6          | 5      | 1      |                 |           |
| Israël           | 1          | 1      |        |                 |           |
| Japon            | 3          | 3      |        |                 |           |
| Union soviétique | 79         | 74     | 5      |                 |           |
| Total            | 121        | 115    | 6      |                 |           |

#### Par lanceur
| Lanceur          | Pays             | Lancements | Succès | Échecs | Échecs partiels | Remarques |
| ---------------- | ---------------- | ---------- | ------ | ------ | --------------- | --------- |
| Ariane 4         | Europe           | 6          | 5      | 1      |                 |           |
| Atlas            | États-Unis       | 3          | 3      |        |                 |           |
| Cosmos-3M        | Union soviétique | 10         | 10     |        |                 |           |
| Delta            | États-Unis       | 11         | 11     |        |                 |           |
| H-I              | Japon            | 2          | 2      |        |                 |           |
| Longue Marche 2C | Chine            | 1          | 1      |        |                 |           |
| Longue Marche 2E | Chine            | 1          | 1      |        |                 |           |
| Longue Marche 3  | Chine            | 2          | 2      |        |                 |           |
| Longue Marche 4  | Chine            | 1          | 1      |        |                 |           |
| Molnia           | Union soviétique | 12         | 11     | 1      |                 |           |
| Mu-3S-II         | Japon            | 1          | 1      |        |                 |           |
| Navette spatiale | États-Unis       | 6          | 6      |        |                 |           |
| Pegasus          | États-Unis       | 1          | 1      |        |                 |           |
| Proton-K         | Union soviétique | 11         | 10     | 1      |                 |           |
| Scout G-1        | États-Unis       | 1          | 1      |        |                 |           |
| Shavit           | Israël           | 1          | 1      |        |                 |           |
| Soyouz-U         | Union soviétique | 32         | 30     | 2      |                 |           |
| Titan            | États-Unis       | 5          | 5      |        |                 |           |
| Tsiklon-2        | Union soviétique | 4          | 4      |        |                 |           |
| Tsiklon-3        | Union soviétique | 8          | 8      |        |                 |           |
| Zenit-2          | Union soviétique | 2          | 1      | 1      |                 |           |

#### Par site de lancement
| Site           | Pays             | Lancements | Succès | Echecs | Echecs partiels | Remarques |
| -------------- | ---------------- | ---------- | ------ | ------ | --------------- | --------- |
| Baïkonour      | Union soviétique | 50         | 47     | 3      |                 |           |
| Cape Canaveral | États-Unis       | 17         | 17     |        |                 |           |
| Jiuquan        | Chine            | 1          | 1      |        |                 |           |
| Edwards AFB    | États-Unis       | 1          | 1      |        |                 |           |
| Kennedy        | États-Unis       | 6          | 6      |        |                 |           |
| Kourou         | France           | 6          | 5      | 1      |                 |           |
| Palmachim      | Israël           | 1          | 1      |        |                 |           |
| Plessetsk      | Union soviétique | 29         | 27     | 2      |                 |           |
| Taiyuan        | Chine            | 1          | 1      |        |                 |           |
| Tanegashima    | Japon            | 2          | 2      |        |                 |           |
| Uchinoura      | Japon            | 1          | 1      |        |                 |           |
| Vandenberg     | États-Unis       | 3          | 3      |        |                 |           |
| Xichang        | Chine            | 3          | 3      |        |                 |           |

#### Par type d'orbite
| Orbite                 | Lancements | Succès | Échecs | Orbite atteinte involontairement | Remarques                                                                             |
| ---------------------- | ---------- | ------ | ------ | -------------------------------- | ------------------------------------------------------------------------------------- |
| Basse                  |            |        |        |                                  |                                                                                       |
| Moyenne                |            |        |        |                                  |                                                                                       |
| Haute                  |            |        |        |                                  | dont Molnia, orbite de transfert vers la Lune, orbite elliptique à forte excentricité |
| Géosynchrone/transfert |            |        |        |                                  |                                                                                       |
| Héliocentrique         |            |        |        |                                  | dont orbite de transfert interplanétaire                                              |

## Survols et contacts planétaires
| Date | Sonde spatiale | Événement | Remarque |
| ---- | -------------- | --------- | -------- |
|      |                |           |          |

### Sources
- (en) Jonathan McDowell, « Jonathan's Space Report », Jonathan's Space Page
- (en) Gunter Krebs, « Chronology of Space Launches », Gunter's Space Page